# Eostega lebedinskyi
Eostega lebedinskyi är en utdöd fågel i familjen sulor inom ordningen sulfåglar. Den beskrevs 1929 utifrån fossila lämningar från eocen funna i Rumänien.